# Норт Линбрук (Њујорк)
Норт Линбрук (енгл. North Lynbrook) насељено је место без административног статуса у америчкој савезној држави Њујорк.

## Демографија
По попису из 2010. године број становника је 793, што је 51 (6,9%) становника више него 2000. године.
| Група             | 2000.       | 2010.       |
| Белци             | 612 (82,5%) | 586 (73,9%) |
| Афроамериканци    | 21 (2,8%)   | 27 (3,4%)   |
| Азијати           | 26 (3,5%)   | 45 (5,7%)   |
| Хиспаноамериканци | 78 (10,5%)  | 119 (15,0%) |
| Укупно            | 742         | 793         |